# Остров Хмары
Остров Хмары — небольшой остров, расположенный близ побережья Земли Королевы Мэри, Антарктида. Расположен в 0,5  км к северо-западу от станции Мирный. Был нанесён на карту с аэрофотоснимков, сделанных во время операции Highjump ВМС США 1946—1947 годов. В 1956 году положение острова было исправлено во время Советской антарктической экспедиции, остров назвали в честь тракториста Ивана Хмары. К северо-востоку находится Острова Буромского, Горева, к северо-западу Острова Хасуэлла, к северу находится остров Зыкова, отделен от континента проходом Оби.